# La Horadada
La Horadada är en ö i Spanien.   Den ligger i provinsen Província de Castelló och regionen Valencia, i den östra delen av landet, 400 km öster om huvudstaden Madrid.